# Mathieu Kérékou
Mathieu Kérékou (2 de setembre de 1933 - 14 d'octubre de 2015) fou president de Benin des de 1972 fins a 1991, i després també des de 1996 fins al 2006. Després d'aconseguir el poder amb un cop d'estat militar, va governar el seu país durant 17 anys, la major part del temps sota la ideologia oficial marxista-leninista, fins que fou desposseït dels seus poders per la Conferència Nacional de 1990. Va ser derrotat a les eleccions presidencials de 1991, però va recuperar la Presidència a les noves eleccions de 1996 i reelegit enmig d'una gran polèmica el 2001.